# Хал Ашби
Хал Ашби (на английски: Hal Ashby) е американски филмов режисьор, роден през 1929 година в Огдън, Юта, САЩ.

## Биография
Хал Ашби е роден на 2 септември 1929 г. в град Огдън, окръг Вебер (Юта, САЩ), в семейството на фермери мормони. Поради трудни семейни обстоятелства той не завършва училище, премества се в Калифорния и получава работа като помощник редактор. Първата му независима творба е черната комедия „Незабравима“, режисирана от Тони Ричардсън и заснета по едноименния разказ на Ивлин Уо и получила висока оценка от експертите. Прави дебюта си като режисьор през 1970 г. с пълнометражния филм „Наемодателят“, заснет в естетиката на „Ню Холивуд“. За работата си като редактор във филма „Среднощна жега“, режисиран от Норман Джуисън, той получава наградата „Оскар“ за монтаж.

## Филмография

### Режисьор
| година | филм                      | оригинално заглавие            | бележки |
| ------ | ------------------------- | ------------------------------ | ------- |
| 1970   | Наемодателят              | The Landlord                   |         |
| 1971   | Харолд и Мод              | Harold and Maude               |         |
| 1973   | Последният наряд          | The Last Detail                |         |
| 1975   | Шампоан                   | Shampoo                        |         |
| 1976   | Към славата               | Bound for Glory                |         |
| 1978   | Завръщане у дома          | Coming Home                    |         |
| 1979   | Присъствие                | Being There                    |         |
| 1981   | Сърца втора ръка          | Second-Hand Hearts             |         |
| 1982   | Искам да изляза           | Lookin' to Get Out             |         |
| 1983   | Да прекараме нощта заедно | Let's Spend the Night Together |         |
| 1984   | Соло транс                | Solo Trans                     |         |
| 1985   | Жената на Слъгър          | The Slugger's Wife             |         |
| 1986   | 8 милиона начина да умреш | 8 Million Ways to Die          |         |